# Христо Чернопеев
Черньо Пеев, известен като Христо Чернопеев (изписване до 1945 година: Христо Чернопѣевъ), наричан и Черния, Църнопеев, Ристо Църнопейо, е капитан от Българската армия и деец на националноосвободителното движение в Македония и Одринска Тракия, войвода на Струмишкия окръг на Вътрешната македоно-одринска революционна организация.

## Биография

### Ранни години
Черньо Пеев е роден на 16 юли 1868 година в село Дерманци, Ловешко. Завършва III прогимназиален клас в Плевен. Отбива редовната си военна служба в 17 плевенски полк и в 1899 година остава на служба като унтерофицер и фелдфебел в 15 ломски полк в Белоградчик. В същия полк служи и Борис Сарафов, който привлича Пеев към македоно-одринското освободително движение и той е сред основателите на Тайното офицерско братство в Белоградчик.

### Във ВМОРО
През август 1899 година Пеев напуска служба и през септември пристига в Солун, където под ръководството на Пере Тошев, доктор Христо Татарчев и Христо Матов четири месеца се занимава с военно обучение на членове на ВМОРО. На 14 февруари 1900 г. става четник в четата на Михаил Апостолов Попето, действаща в Гевгелийско и Ениджевардарско. Михаил Попето го прекръщава на Чернопеев.
От април 1900 година е самостоятелен войвода на агитационно-организаторска чета в Кукушко, чиято цел, подобно на четите на други двама български военни – Марко Лерински и Михаил Попето, е създаване на селски комитети и военно обучение на населението. В четата на Чернопеев се обучават Михаил Герджиков, Сава Михайлов, Кръстьо Асенов, Александър Китанов, Петър Китанов, Мирчо Икономов, Никола Дечев и други бъдещи изявени дейци на ВМОРО.
През февруари 1901 година четата на Чернопеев води първата голяма битка между чета на организацията и османски части – 14 часа се сражава при село Баялци, като в битката загиват половината четници заедно с брата на Гоце Делчев Мицо Делчев. Самият Чернопеев е ранен. Това сражение утвърждава авторитета на революционната организация в Кукушко и Гевгелийско. През март Чернопеев заедно с Туше Делииванов пристига в София за снабдяване с оръжие. Тук Гоце Делчев го уговаря да поеме като войвода Горноджумайски район, където се стреми да отблъсне влиянието на Върховния комитет и им дава чести сражения. Четата на Христо Чернопеев, заедно с тези на Кръстьо Асенов и Яне Сандански участва в аферата „Мис Стоун“ в Пирин през 1901 година.
Чернопеев се отнася с резерви към решенията на Солунския конгрес на ВМОРО през януари 1903 година за поемане на курс към незабавно въстание. На 24 март 1903 година четата на Чернопеев навлиза в Македония и през април води няколко сражения в Струмишко и Горноджумайско. Връща се в България за муниции и оръжие и отново навлиза в Македония с 250 души през август след избухването на Илинденско-Преображенското въстание. Четата му се разделя на три – едната, начело с Петър Самарджиев, заминава за Тиквеш, а друга част, начело с Никола Жеков, – за Радовишко. Чернопеев води няколко сражения с османски части през септември в края на въстанието се завръща в България.

### Сближаване със санданистите
След поражението на въстанието заедно с Яне Сандански и Димо Хаджидимов участва в изработването на Януарската директива от 1904 година, която послужва за идейна основа на левицата в македоно-одринското национално-революционно движение. Войвода е на чета в Кукушко, като обучава бъдещи войводи на ВМОРО. През октомври 1905 година е делегат от Струмишки революционен окръг на Рилския конгрес вече като ръководител на Струмишкия окръг. Действа независимо и не признава ръководството на организацията. Помощник войводи са му Петър Китанов с 5 четници в Малешевско и Пехчевско, Мануш Георгиев с 9 души в Петричко. В Радовишко действа Стамен Георгиев, който се подчинява на ръководството на ВМОРО.
В 1905 година Чернопеев се опитва да парира опитите на върховистите цончевисти да навлязат в Струмишкия окръг. През май 1905 година спира и обезоръжава четата на капитан Александър Протогеров, която се опитва да мине Вардара и да навлезе в Западна Македония. На 23 май 1905 година Чернопеев напада четата на поручик Константин Настев, но на върховистите се явава на помощ четата на Никола Лефтеров, която напада Чернопеев в гръб. В сражението има убити и ранени и от двете страни.
След убийството на Борис Сарафов и Иван Гарванов е арестуван в София, по подозрение за съучастничество. Не успява да участва на Кюстендилския конгрес на ВМОРО от 1908 година.
След Младотурската революция в 1908 година се легализира и установява в Солун. През април 1909 година четите на Чернопеев и Сандански участват в смазването на контрапреврата в Цариград. В 1909 година става един от учредителите на Народната федеративна партия (българска секция) и член на ръководството ѝ.
През декември 1909 година обаче струмишките дейци напускат партията и Чернопеев заедно с Костадин Самарджиев – Джемото и бившите върховисти Михаил Думбалаков и Кочо Хаджиманов обикалят Струмишко за възстановяване на организиционната мрежа в окръга. Думбалаков пише за Чернопеев:
| „ | ...тоя безумен храбрец и неумолим, жесток и страшен терорист... Чернопеев, надарен със стоманени мишци и с всички революционни добротедели, притежаваше един обезличаващ недостатък – липсата на самостоятелност. Жертва на влияния, той бе започнал революционната си дейност като върховист; минавайки границата бе работил в услуга на вътрешните; по-късно бе спечелен от Влахова за федералистите, а хуриета го бе заварил в щаба на санданистите... | “ |

Късайки със Сандански, Чернопеев пише остро писмо до него и съмишлениците му, в което ги обвинява за съглашателство с младотурците. В началото на 1910 година четиримата минават в България и Чернопеев е временно интерниран в Дерманци по настояване на османските власти, но скоро четиримата отново се събират в София. През 1910 година Чернопеев основава Българската народна македоно-одринска революционна организация заедно с Апостол Петков, Тане Николов и др. Христо Чернопеев навлиза в Македония през 1910 година, заедно с войводите Ичко Димитров, Апостол Петков и Въндо Гьошев. В 1911 година след като БНМОРО и ВМОРО се обединяват заедно с Тодор Александров и Петър Чаулев е избран член на ЦК на ВМОРО, като запасен член става Александър Протогеров от ВМОК. Чернопеев е началник на разузнавателния пункт на ВМОРО в Струмица.

### По време на войните за национално обединение
При избухването на Балканската война в 1912 година е начело на Втора отделна партизанска рота (чета) на Македоно-одринското опълчение, съставена от 145 души. Участва в освобождението на Банско, Мехомия и Кавала заедно с Йонко Вапцаров, Пейо Яворов и Лазар Колчагов Спасява село Калапот от башибозук, но закъснява в Плевня. На 24 октомври с Михаил Чеков влизат в Драма, а на 27 в Кавала, след което е назначен за комендант на Кавала.
| Втора отделна партизанска рота на МОО с командир Христо Чернопеев | Втора отделна партизанска рота на МОО с командир Христо Чернопеев | Втора отделна партизанска рота на МОО с командир Христо Чернопеев | Втора отделна партизанска рота на МОО с командир Христо Чернопеев | Втора отделна партизанска рота на МОО с командир Христо Чернопеев | Втора отделна партизанска рота на МОО с командир Христо Чернопеев |
| Номер                                                             | Име                                                               | Години                                                            | Околия                                                            | Селище                                                            | Бележки                                                           |
| ----------------------------------------------------------------- | ----------------------------------------------------------------- | ----------------------------------------------------------------- | ----------------------------------------------------------------- | ----------------------------------------------------------------- | ----------------------------------------------------------------- |
|                                                                   | Андон А. Костовски                                                |                                                                   | Пехчевско                                                         | Пехчево                                                           |                                                                   |
|                                                                   | Атанас Шопов                                                      | 28                                                                | Демирхисарско                                                     | Порой                                                             |                                                                   |
|                                                                   | Вельо Ангов                                                       |                                                                   |                                                                   |                                                                   |                                                                   |
|                                                                   | Георги С. Кондолов                                                | 27                                                                | Малкотърновско                                                    | Велика                                                            |                                                                   |
|                                                                   | Димитър Бояджиев                                                  | 30(35)                                                            |                                                                   | Самоков                                                           |                                                                   |
|                                                                   | Димитър Георгиев                                                  | 25                                                                | Демирхисарско                                                     | Крушево                                                           |                                                                   |
|                                                                   | Димитър Манчев                                                    |                                                                   |                                                                   | Дойран                                                            |                                                                   |
|                                                                   | Димитър Тупаров                                                   | 28(32)                                                            | Струмишко                                                         | Струмица                                                          |                                                                   |
|                                                                   | Иван Ангелов                                                      | 29(32)                                                            | Старозагорско                                                     | Стара Загора                                                      | убит при Пониква на 22 юни 1913 година                            |
|                                                                   | Илия Василев                                                      | 26                                                                | Струмишко                                                         | Струмица                                                          | убит; орден „За храброст“ IV степен.                              |
|                                                                   | Ильо Бенчев                                                       | 25                                                                |                                                                   | Прилеп                                                            |                                                                   |
|                                                                   | Киро Димов                                                        | 27                                                                | Василиковско                                                      | Пиргопуло                                                         |                                                                   |
|                                                                   | Коста Стоянов                                                     |                                                                   |                                                                   |                                                                   |                                                                   |
|                                                                   | Костадин Василев                                                  |                                                                   | Струмишко                                                         | Струмица                                                          |                                                                   |
|                                                                   | Кральо (Крале) Велчев                                             | 25                                                                |                                                                   | Гюмюрджина                                                        |                                                                   |
|                                                                   | Наке (Наке) Андонов                                               | 24                                                                | Струмишко                                                         | Струмица                                                          | безследно изчезнал на 22 юни 1913 г.                              |
|                                                                   | Никола Витанов                                                    |                                                                   | Костурско                                                         | Мокрени                                                           |                                                                   |
|                                                                   | Никола Шишков                                                     |                                                                   | Струмишко                                                         | Струмица                                                          |                                                                   |
|                                                                   | Пенчо В. Колканов                                                 | 30                                                                |                                                                   | Копривщица                                                        |                                                                   |
|                                                                   | Спас Чешмеджиев                                                   |                                                                   | Самоковско                                                        | Баня                                                              |                                                                   |
|                                                                   | Стоян Ангелов                                                     | 20                                                                | Зъхна                                                             | Скрижово                                                          |                                                                   |
|                                                                   | Теньо Колев                                                       | 30                                                                | Старозагорско                                                     | Стара Загора                                                      | орден „За храброст“ IV степен.                                    |
|                                                                   | Тимо Пандов                                                       | 20                                                                | Струмишко                                                         | Робово                                                            |                                                                   |
|                                                                   | Христо Атанасов                                                   |                                                                   |                                                                   |                                                                   |                                                                   |
|                                                                   | Христо Делев Калайджиев                                           | 24                                                                | Дойранско                                                         | Пирава                                                            |                                                                   |

По-късно служи в 3 рота на 4 битолска дружина. Награден е с орден „За храброст“ ІІІ степен.
Взема участие в насилственото покръстване на помаците от Драмско и Неврокопско през зимата на 1912 година.
По време на Междусъюзническата война заедно с четата си подпомага действията на XXVII Чепински и XXVIII стремски полк в боевете при село Конче, Радовишко. До края на войната остава на разположение на командването на II българска армия. Заради бойните си заслуги към България е произведен в първо офицерско звание поручик.
Става народен представител от Струмишки окръг, но през 1915 година напуска парламента и като запасен капитан отива на фронта. Александър Протогеров, командир на 3-та бригада на 11-а македонска дивизия, му предлага служба в неговата бригада като „офицер за поръчки“. Чернопеев отговорил:
| „ | Аз не съм тилов герой, искам рота. Дошъл съм в твоята бригада не за друго, а защото струмичани са тука и искам да умра при тях. Иначе бих си стоял в Народното събрание, където мястото ми е топло. | “ |

Така, по време на Първата световна война е командир на I рота на VI полк на ХІ дивизия. Загива на 6 ноември 1915 г. в бой с френски части край село Криволак, Щипско. Погребан е в църквата „Успение Богородично“ на Ново село, квартал на Щип.
След установяването на комунистическата власт в Македония през 1945 година гробът му е заличен. През 2010 година цялото гробище е разкопано и тленните останки на българските войници са унищожени.
В Регионалния исторически музей на Благоевград се съхраняват лични вещи и оръжия на Чернопеев, включително револверът, с който се сражава в Първата световна война, в която и умира. Родната къща на Чернопеев в родното му село днес е музей, но е в окаяно състояние. Негов личен архивен фонд се съхранява в Държавна агенция „Архиви“.

## Семейство
Чернопеев е женен за Тота, с която има три деца, едно момче – Ботьо, и две момичета – Тодора и Станка. След смъртта му по предложение на Народното събрание и с решение на царя Фердинанд I семейството му от 1916 година получава годишна народна пенсия, съпругата му доживот, синът му до пълнолетие, а дъщерите му до омъжване. Тота умира към април 1925 година.

## Памет
На Христо Чернопеев е наречена улица в кварталите „Гео Милев“ и „БАН IV километър“ в София (Карта).